# François-Nicolas Lagoille de Lochefontaine
François-Nicolas Lagoille de Lochefontaine est un homme politique français né le 30 novembre 1749 à Reims (Marne) et décédé le 6 septembre 1814 au même lieu.
Chanoine de la cathédrale de Reims, il est député du clergé aux états généraux de 1789.

## Sources
- « François-Nicolas Lagoille de Lochefontaine », dans Adolphe Robert et Gaston Cougny, Dictionnaire des parlementaires français, Edgar Bourloton, 1889-1891 [détail de l’édition]